# アフリカの軍事史

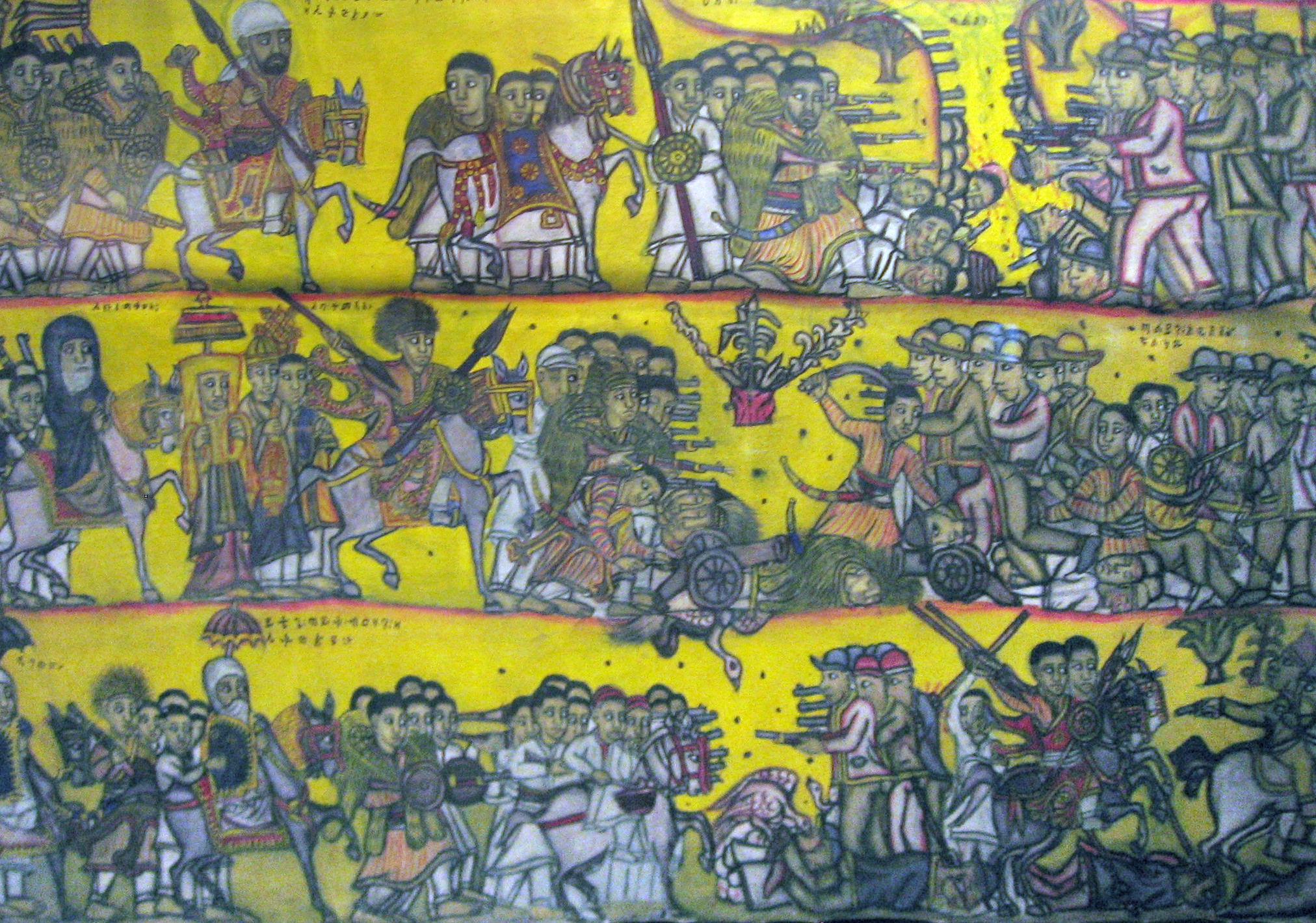
エチオピアとイタリアが戦った「アドワの戦い」のタペストリー

アフリカの軍事史（アフリカのぐんじし）は世界でも最も古い軍事史の一つである。 アフリカ大陸では多くの地域で異なった言語 (総数は数百種類に及ぶ) が話されており、文化、宗教の慣習も異なっている。これらの相違もまた数千年の大半の紛争の原因となっている。
アフリカ史のように大陸の軍事史も地域ごとに異なっていることが多い。例えば北アフリカは地中海文化の一部であり、古典古代の軍事史にとって不可欠な地域であった。現代アフリカの軍事史は植民地前、植民地時代、植民地後と幅広い3期間に分けられる。

## 古代

### 古代エジプトとヌビアの軍事史
紀元前3100年、 上エジプトと下エジプトがメネスによって統一された。その後古代エジプトのエジプト古王国時代の終焉により不安定な時代に突入 (エジプト第1中間期) し、メンチュヘテプ2世が紀元前2055年にエジプト中王国を始め地位を固めるまで安定することはなかった。エジプト中王国時代もチャリオットを導入したヒクソスの侵攻によって終了する。この新しい技術はすぐにエジプト人によって採用され、紀元前16世紀のエジプト新王国の黎明期で侵略者を追い出すことに成功した。
再興したエジプトは北と東をユーラシアに拡大してエーゲ海とレバントの多くに行き、ユーフラテス川まで広がった。エジプトはまた西をリビア、南をスーダンまで拡大した。
エジプト第20王朝が徐々に崩壊していったことで、ナパタを首都とするヌビアのクシュ王国の建国が可能になった。クシュはエジプトを征服しエジプト第25王朝を建国したピイの統治下で最盛期を迎えたが、その後のアッシリアの侵攻とその後のエジプト第26王朝の王の抵抗によってクシュ人は次第にナパタに押し戻されていった。
最新の戦争はエジプトとイスラエル間の争いで、第四次中東戦争として知られているこの戦争により、エジプトとイスラエル間でDMZ (Auja DMZ) が成立したためイスラエルの次の戦争においてはエジプトは重要な存在となった。

### 古代アクスムの軍事史
アクスム王国は世界で最強の軍隊の一つを保有しており、ローマや他の世界の勢力と比較された。帝国は今日のイエメン西部、ジブチ、サウジアラビア南西部、スーダン東部、エリトリアの大半及び現代のエチオピアの北部と中央部の広大な地域を統治した。

## 現代アフリカの軍事史

### アダル・エチオピア戦争

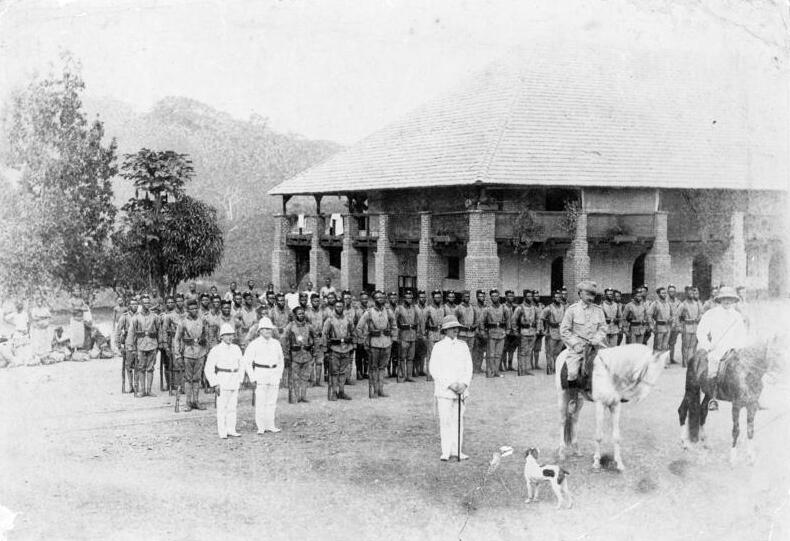
植民地のドイツ保護領カメルーンのエボロワの軍事会社 (1894/1915)

ヨーロッパの探索はポルトガルが西海岸の地図作成をすることから始まった一方で、大規模介入はかなり後まで起きなかった。1529-1543年のアフマド・イブン・イブリヒム・アル＝ガジーによる戦役でキリスト教国のアビシニア (現代のエチオピア) の4分の3をムスリムのアダル・スルタン国 (現代のソマリア) の勢力下に置いた。アフマドの軍隊は主にソマリ族で構成されており、オスマン帝国のマスケット銃士と兵士を伴っていた。しかし、ワイナ・ダガ (Wayna Daga) の戦いで、エチオピア・ポルトガル連合軍 (ポルトガルのマスケット銃士を含む) は先の戦いで敗北し殺された元ポルトガル司令官クリストヴァン・ダ・ガマの復讐でアフマドの殺害に成功し、アダルの領土を奪還した。
1579年にオスマン帝国はエチオピアへの再攻撃を試みており、今回はマッサワの沿岸基地の北部からであったが、エチオピア軍によって敗北した。1652年にはポルトガルの勢力の衰退に伴い、オランダ東インド会社がヤン・ファン・リーベック率いる三隻の小型船の艦隊を派遣し、南アフリカのテーブル湾に最初の恒久的な植民地を設立し、北方への拡大を始めた。1868年にエチオピアとエジプトはGuraで戦争に突入し、ヨハンネス4世が率いるエチオピアがエジプトを決定的に破った。

## アジュラン・ポルトガル戦争

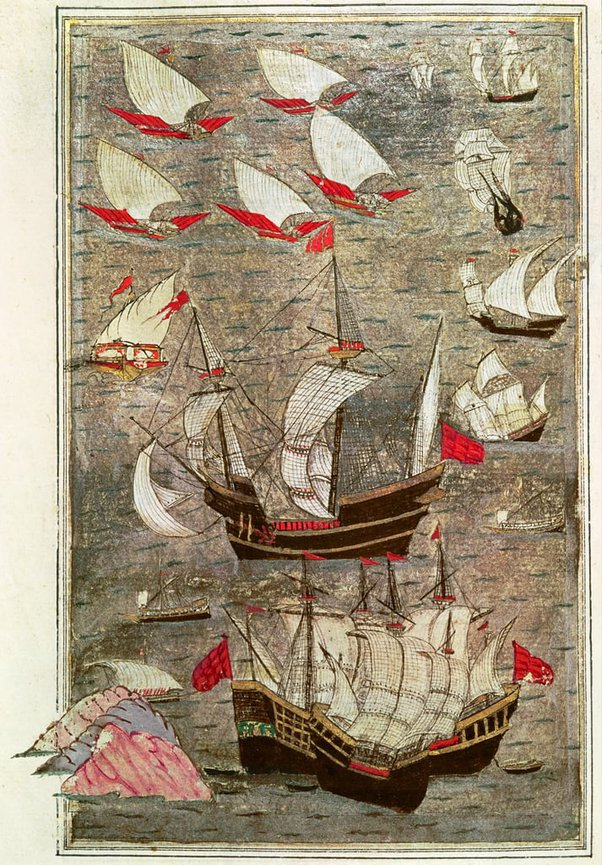
オスマン帝国はインド洋でポルトガルと戦うアジュランを援助した

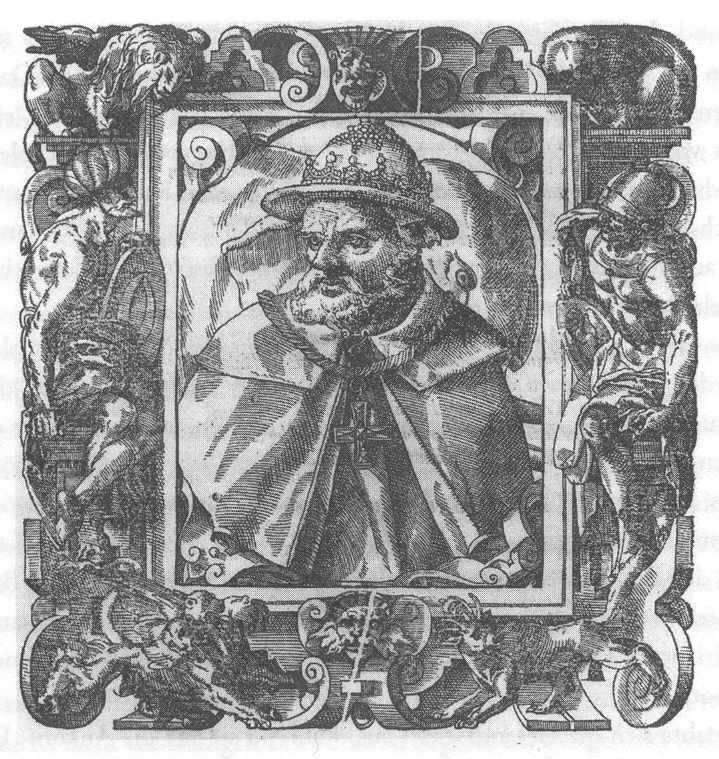
バラワの戦いでトリスタン・ダ・クーニャは負傷し、アフォンソ・デ・アルブケルケに騎士になることを求められた

ヨーロッパの大航海時代はヨーロッパの後の超大国となるポルトガル海上帝国を当時外国との貿易の繁栄を謳歌していた東アフリカの沿岸にもたらした。裕福な東南の都市国家のキルワ、モンバサ、マリンディ、Pate及びラムはポルトガルによって全て組織的に占領・略奪された。トリスタン・ダ・クーニャはその後アジュラン地域に目を付け、バラワの戦いが起きた。長期にわたる交戦の後、ポルトガル兵は都市を焼き払い略奪した。しかし地元人と兵士による激しい抵抗によりポルトガルは都市の恒久的占領に失敗し、内陸に逃げていた住民は最終的には戻って都市を再建した。バラワの後、トリスタンは東アフリカの沿岸で最も豊かな都市モガディシュへ出航したが、バラワで起きたことについての話が広まっており、大規模な軍隊が動員されていた。多数の騎兵、兵士及び戦艦が防衛拠点につき都市を守っていたにもかかわらず、トリスタンは未だに突撃し都市を征服すると決めたが、戦闘で敵と交戦すれば確実に敗北することを恐れた全ての士官と兵士が反対した。トリスタンは忠告を聞き入れ、代わりにソコトラ島へ出航した。戦いの後バラワの都市はすぐに攻撃から復旧した。

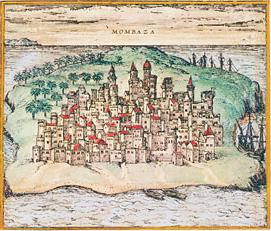
1660年モンバサのポルトガル海上帝国はソマリ族とオマーンの連合軍に降伏した

次の数十年間にわたり、ソマリアとポルトガル間の緊張は高まったままであり、ソマリアの船員とオスマン帝国の私掠船との接触の増加はポルトガルを悩ませ、モガディシュに対しJoão de Sepúlveda指揮下の懲罰遠征隊を送ったが成功しなかった。インド洋でのポルトガルに対するオスマン帝国とソマリアの協力は1580年代に頂点に達し、ソマリアの沿岸都市のアジュランの顧客はポルトガル統治下のアラブ人とスワヒリ人に対して哀れみを覚えはじめ、ポルトガルへの共同遠征を求めてトルコの私掠船「Mir Ali Bey」に特使を送った。彼は同意し、ソマリア艦隊に参加し、南東アフリカのポルトガルの植民地への攻撃を開始した。
ソマリアとオスマン帝国の攻勢は、Pate、モンバサ及びキルワなどの一部の重要都市からポルトガルを追い出すことに成功した。しかし、ポルトガルの知事はポルトガル領インドに大規模なポルトガル艦隊を要請する特使を送った。この要請に応えたことでムスリムのそれまでの攻勢が一転して守勢に逆転した。ポルトガル艦隊は喪失した都市の再奪還に成功し、彼らの指導者達への懲罰を開始したが、インド洋での都市の自治権を保証し、モガディシュへの攻撃を控えた。アジュアンのソマリア軍は最終的に軍事的にはポルトガルを敗北させ、オスマン帝国もまたソマリアとの経済的パートナーを維持した。16世紀と17世紀を通じて、ソマリ・スルタンは相次いでインド洋でのポルトガルの経済的独占に反抗し、オスマン帝国の様式に倣った新しい貨幣を採用することでポルトガルに対して経済的独立性の態度を主張した。

### 独立闘争
1950年代から始まった反帝国主義運動は植民地保有国からの独立を扇動した。この扇動は植民地主義に対してますます敵対的になっていた国際制度と相まって、しばしば暴力的なものになった脱植民地化のプロセスで死者をもたらした。
アフリカで最初に成功した反植民地の武力闘争はチュニジア独立戦争 (1952–1956) であるが、最も有名なのはアルジェリア独立戦争 (1954–1962) であり、どちらも対フランスの戦争であった。
成功した他の武力抵抗の例として、ポルトガルの植民地戦争(1961–1974)ではアンゴラ、ギニアビサウ及びモザンビークの独立につながった。ローデシア紛争(1966–1979)は植民地本国に対しての武力闘争ではなく、イアン・スミスの少数派白人政権に対しての戦いであった。
これらの国家解放運動はインドネシア独立戦争 (1945–1949) と第一次インドシナ戦争 (1946–1954) で使われたゲリラ戦争のドクトリンに基づいていた。反乱の目的はそのため戦争に勝利することではなく、また植民地軍も今まで敗北したことはなかった。しかし単に敗北はせず、植民地保有国にとって耐えがたいほどの長期間にわたる戦争を行うことであった。

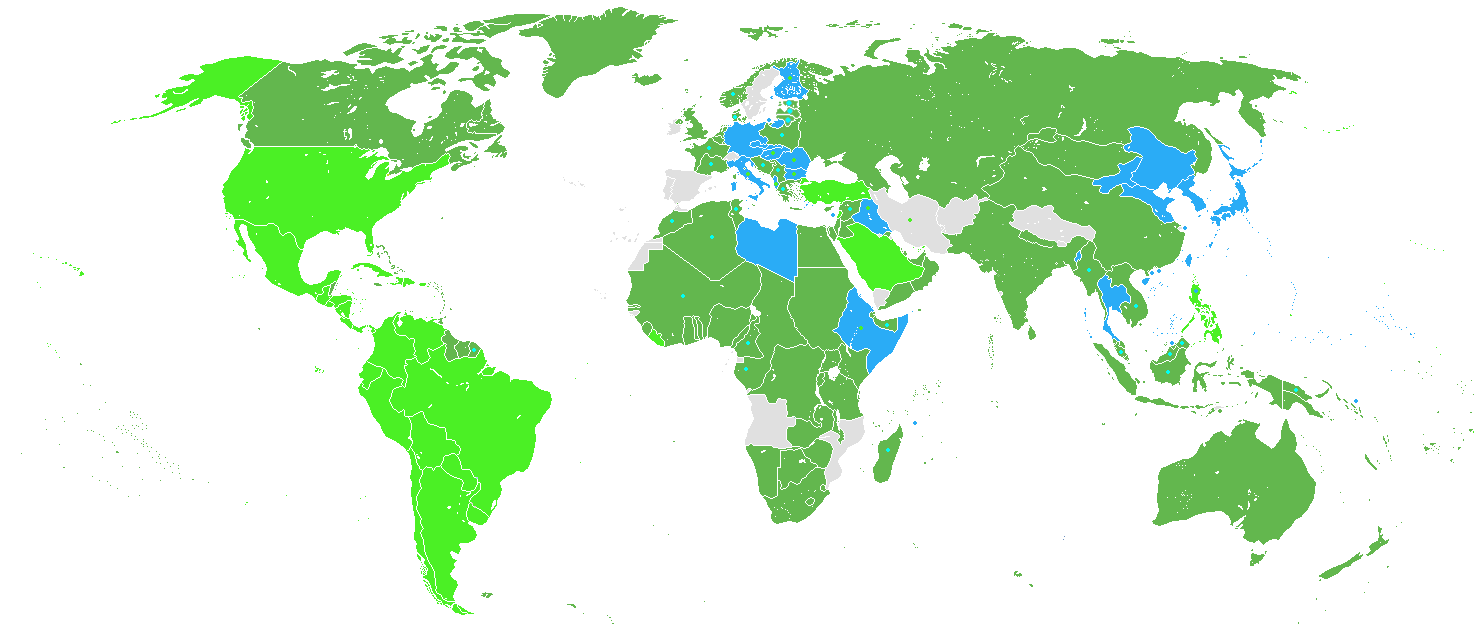
第二次世界大戦の派閥

フランツ・ファノンのアルジェリア紛争についての著作は後のアフリカの紛争に多大な影響を及ぼした。これらの紛争は、内部のイデオロギー的および組織的な結束、世界的なフォーラムでの共感的外交支援（特に北欧諸国からの）財政支援、ソビエト圏からの軍事訓練および供給の恩恵を受けた。
事実上の降伏と独立に繋げられず不成功に終わった暴力的な国家解放運動は二件あり、一つはマウマウ団の乱 (1952–1960) である。植民地の治安部隊は首都の正規軍からの増援を受けており、反乱グループは軍事装備と訓練の不足や避難所を提供する近隣の友好国がなかったことが障害となっていた。
植民地時代に定められた国境を巡りアフリカ勢力に対する二つの解放運動が起きている。ポリサリオ戦線は1973年に西サハラの独立を求めスペイン、その後北アフリカの国が侵攻してきたときモロッコに対して闘争を始めた。
エリトリアでは、エリトリア解放戦線と後のエリトリア人民解放戦線がエチオピアに対して行った独立闘争は1991年に遂に成功した。
以上の犠牲が多かった戦争と比較してナミビアの南西アフリカ人民機構 (1960s–1990) と、南アフリカのアフリカ民族会議の軍事部門であるウムコントゥ・ウェ・シズウェの活動家は闘争において被害を比較的少なくした。

### 植民地後
アフリカの国家は長い間国家間の国境の不可侵の尊重について多大な努力を払ってきた。例えば1963年にアフリカ統一機構 (OAU) が設立され (2002年にアフリカ連合に置き換えられた) たが、OAUの憲章では優先するものの一つとして各国家の領土の統一性の尊重を掲げた。実際にヨーロッパ国家の形成と比較して、国境変更する目的での国家間紛争はアフリカでは少なかったことで国家形成に影響を及ぼし、敗北し他国に吸収される可能性のある一部国家も生き残ることができるようになった。未だに国家間の紛争は代理軍または反乱運動の支援によって行われている。以下に挙げる多くの国家がこれまでに内戦を経験している: ルワンダ、スーダン、アンゴラ、シエラレオネ、コンゴ、リベリア、エチオピア及びソマリア
多くの内戦では実際の戦闘は行わないにせよ支援する外国勢力が関与しているため内戦の境界線は曖昧になっている。リビアは積極的にチャドへ空軍の介入を行っており、フランスは一方への支援で報復した。スーダンは長期間の内戦を経験しており、内戦の結果南スーダンが独立国として分裂する事態になった。南スーダンと同様にエリトリアもエチオピアから独立を勝ち取った。コンゴ内戦はジンバブエ、ルワンダ、ウガンダを含む7ヶ国が関与する戦争になった。エリトリアは南ソマリアでの内戦でサポートの役割を担ったとして合同制裁下にある。シエラレオネの内戦は追放されていた文民政権がイギリスとナイジェリア軍により復旧し終結した。アンゴラ内戦はキューバ、アメリカ、中国が異なるグループを支援していた。

## 地域別のアフリカの軍事史

### 北アフリカの軍事史
現代の北アフリカの紛争一覧、北アフリカ史、地中海世界の歴史も参照

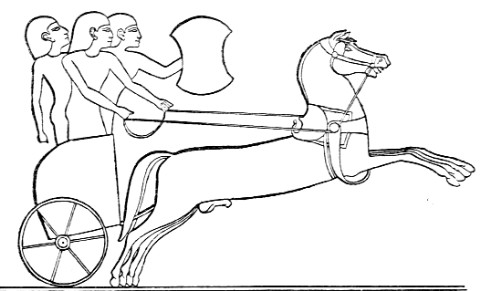
ヒッタイトのチャリオット (古代エジプトのレリーフの図面)

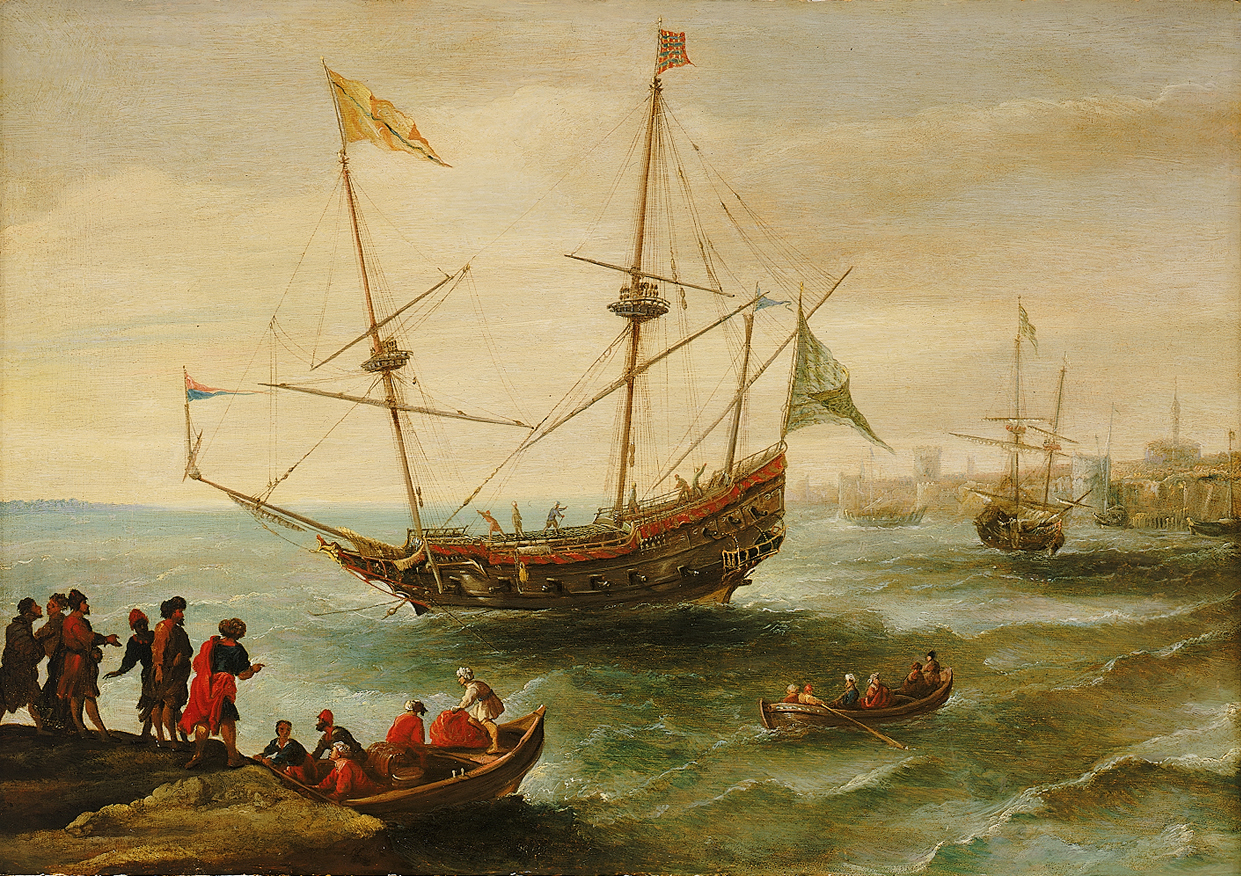
バルバリア海賊時代にジジェル港で製造されたアルジェリアの戦闘艦「The Algerine」

北アフリカと南ヨーロッパは地中海を隔てて互いに接しており、北アフリカの南方地域の大半は広大で荒れ果てたサハラ砂漠で占められている。そのため沿岸地域は大規模な軍隊の需要を支援するための多くの資源を有しており、中程度から高温の気候は広大な土地にまたがる軍隊の移動が容易にできるようになっている。北アフリカは歴史上有名な戦争に発展した軍事的対立と同様に文化・経済両方の源泉となってきた。
エジプトはアフリカに位置しており、古代エジプト帝国は侵攻してきたバビロニア、アッシリア及びペルシアなどの帝国と戦うだけでなく、多数の馬が引くチャリオットを戦争で使用していたことでも注目されていた
古代ギリシアとアレクサンドロス大王 (336 BC–323 BC) の軍は北アフリカの一部を侵攻・征服し、大王の将軍はエジプトにプトレマイオス朝を立ち上げた 。共和政ローマ (509 BC–31 BC) の軍とローマ帝国 (31 BC–AD 476) はその後、北アフリカの沿岸地域全体を征服した。カルタゴの人々はポエニ戦争 (264 BC–146 BC) で多くの犠牲を出した長期間の戦争を戦った。
各世紀で様々な民族、帝国、国家、宗教の侵攻があり、戦争や内戦を引き起こした。

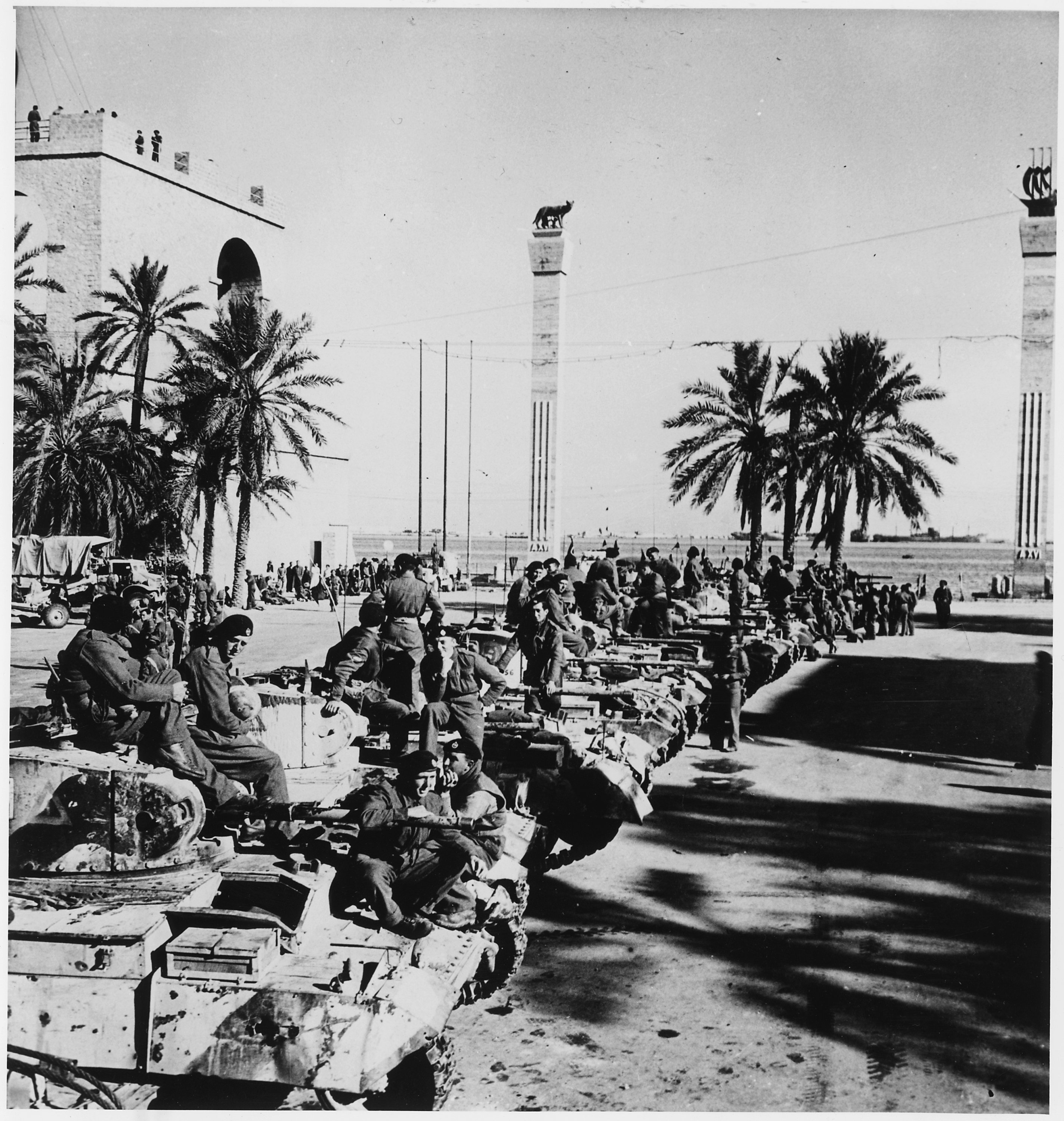
1942年の第二次世界大戦中に都市を奪取した後、トリポリの海岸に並ぶイギリスの戦車と乗組員

7世紀に入ってからのウマイヤ朝、アッバース朝、ファーティマ朝、マムルーク及びオスマン帝国の軍事的勝利は何世紀にもわたる北アフリカでのイスラム教の勢力と継続性を確保し、強化した。
北アフリカのアルジェリア地域に拠点を置くバルバリア海賊からの攻撃はアメリカ海軍の建造を促進し、その中には1801年からの北アフリカ沿岸での一連の戦闘を主導したアメリカで最も有名な艦船の一つである「USS Philadelphia」も含まれていた。1815年になって初めて海軍の勝利が米国によるtribute の支払いを終わらせたが一部のヨーロッパ諸国は1830年代まで年間の支払いを続けた。海兵隊讃歌の始まりのフレーズ「トリポリの海岸まで (To the shores of Tripoli)」はこれらの戦争でのアメリカ海兵隊の行動に由来する。
現代の植民地主義の到来は第一次世界大戦と第二次世界大戦において遠方から軍が北アフリカに来ることになり、しばしば互いに戦い原住民に対するものではなかった。チュニジア戦線などでの戦闘は最終的には同盟国の枢軸国に対する最初の戦場での勝利をもたらした。北アフリカ戦線での最も重要で意義深い戦闘の一つである1942年のエル・アラメインの戦いなどで連合軍が戦い勝利を収めた。カセリーヌ峠の戦いでドイツ軍は初めてアメリカ軍と対峙した。
北アフリカで現代のイスラム教の国家が独立を勝ち取った時、しばしば深刻な戦争 (対フランスのアルジェリア独立戦争など) を経ており中東戦争は特に重要視されている。1973年の第四次中東戦争中にエジプト軍はバーレブ・ラインを突破しイスラエルが領有するシナイ半島へ侵攻したことで、国連安全保障理事会決議338、339、340後の国連の停戦になり、最終的にはエジプトとイスラエルにとって戦略的・政治的利益につながった。

### アフリカの角の軍事史

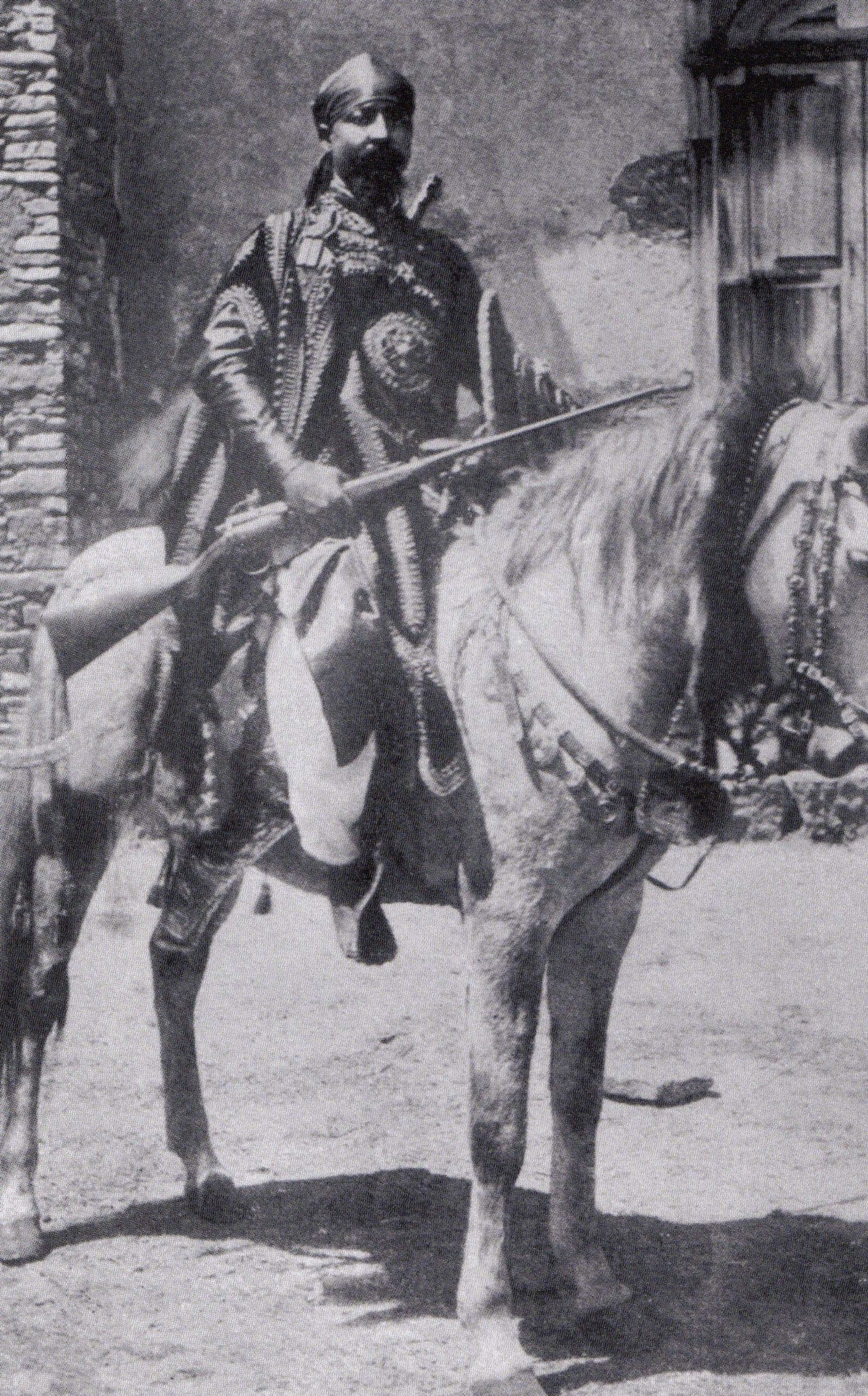
乗馬するエチオピア軍の指導者Ras Mengesha Yohannes

アフリカの角は紅海、アラビア海、インド洋に面している。このように西アジア地域、特にアラビア半島、近東、さらにはインド亜大陸の極東地域であっても、長い間相互交流が行われてきた。沿岸の平地は山脈に囲まれているため、大規模な軍隊の移動を困難かつ煩雑にしており、レジスタンス活動を行う地元の軍にとっては恵まれていた。

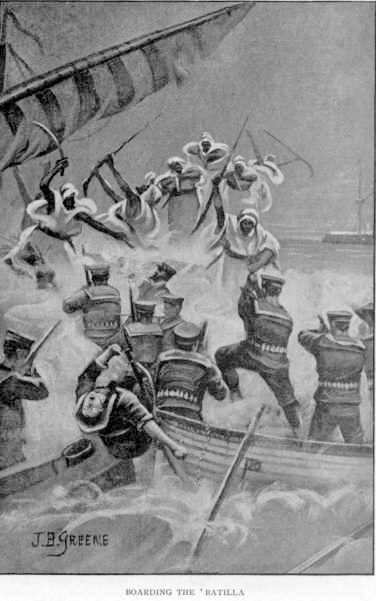
海上でイギリス軍の兵士と戦うソマリ族の兵士

エチオピアやソマリアのような古代の歴史を持つ国や地域にはすべて、偉大な帝国時代が存在した。様々な古代帝国 (アクスム王国 (紀元前4世紀–10世紀)、ザグウェ朝 (10世紀 - 1270)、ソロモン朝 (1270–1974)、アダル・スルタン国とアジュラン・スルタン国など)は角地域の大部分における勢力の強化・拡大してきた。
ソマリアの多くのスルターンは各々が正規軍を保有していた。20世紀初頭にMajeerteen Sultanate, Sultanate of Hobyo, Warsangali SultanateとDervish Stateはスルターン戦役中にヨーロッパ勢力に対する戦いで騎兵を採用した。
エチオピア兵は第一次エチオピア戦争 (1889-1896) 中のアドワの戦いでイタリアに決定的な勝利を収めた。イタリアはその後の第二次エチオピア戦争 (1935-1936) でエチオピア相手に勝利するがエチオピアを植民地化することはできなかった。エチオピアにおける5年間のイタリアの存在は占領と考えられており、イタリアは首都のアディスアベバのみ完全に統制できただけであったが、エチオピアの愛国者からの継続的な攻撃を受けていた。
20世紀には第二次世界大戦が起き、イタリアは東アフリカ戦線で戦ったが、イタリアの司令官アメデーオ・ディ・サヴォイア＝アオスタは1941年に降伏することを強いられた。ドイツとイタリア両方がイギリスとその同盟国によって敗北した。
20世紀後半ではエチオピア内戦 (1974–1991)、オガデン戦争 (1977–1978)、エリトリア独立戦争 (1961–1991) 及びエチオピア・エリトリア国境紛争 (1998–2000) などの戦争がこの地域で起きている。社会主義時代にソマリアは、ソ連との友好的な関係であり、その後は米国とのパートナーシップのために、大陸で最大の軍隊を持っていた。その後の1991年のソマリア内戦の勃発はソマリア軍 (SNA) の解散につながったが、2004年のソマリア暫定連邦政府 (TFG) の創設と共に軍隊は徐々に再構築されていった。

### 東アフリカの軍事史
1885年、ドイツはタンガニーカにドイツ領東アフリカ植民地を設立した。第一次世界大戦の東アフリカ戦線の際にもドイツは自国の植民地を維持するために粘り強く戦っており、ドイツ軍の司令官パウル・フォン・レットウ＝フォルベックは5年以上も占領を回避することに成功した。
20世紀には植民地保有国から独立を得ようとゲリラ戦を行う数多くのグループが現れた。例としてタンガニーカ (後のタンザニア) で起きたドイツに対する反乱「マジ・マジ反乱」(1905–1907) や、ケニアで起きたイギリスへの反乱「マウマウ団の乱」(1952–1960) がある。
近年東アフリカではブルンジ内戦 (1993–2006)、アメリカ大使館爆破事件及びルワンダ民族浄化 (ルワンダ虐殺)(1994) などの紛争が起きている。ウガンダ内戦 (神の抵抗軍の反乱) やダルフール紛争は2017年9月時点でも継続している。

### 中部アフリカの軍事史
中部アフリカも参照
中部アフリカ (中央アフリカとも呼ばれる) はほぼ完全に内陸に存在する。赤道にまたがって存在し、熱帯雨林が多くミネラルや天然資源が豊富である。過去には15世紀からポルトガルの探検家や入植者からの侵略に直面したコンゴ王国が存在した。
ベルギー領コンゴ (1908–1960) の過酷な植民地時代は国連の平和維持軍も投入されたコンゴ動乱 (1960–1965) につながり、特にミネラルが豊富なカタンガ州がベルギーの事業利益と6000人以上のベルギー兵の支援を得ていたにもかかわらず1960年に離脱に失敗した後激しさを増した。
その後のコンゴでの紛争は、モブツ大統領を追放するための第一次コンゴ戦争 (1996–1997)、第二次コンゴ戦争 (1998–2003) では様々な組織や他の多くのアフリカ諸国の介入があったことで、アフリカ地域内戦の様相を呈し、現在も継続中のイトゥリ紛争が起きた。
古代チャドのカネム・ボルヌ帝国 (9世紀–19世紀) は領土を現代のリビア南部、ニジェール東部、ナイジェリア北東部、カメルーン北部まで拡大していたが、フラニ族、バッガーラ族、カネンブ族及びワダイ王国からの戦争と攻撃によって滅亡した。
アラブとイスラム勢力は中央アフリカ共和国の歴史に歴史的な衝撃を与えており、アラブ人の奴隷貿易では中部アフリカの人々が強制的に奴隷にさせられた。
植民地保有国 (特にベルギーとフランス) は18世紀 - 19世紀は支配的な勢力となっていた。
中部アフリカではブルンジ虐殺やルワンダ虐殺 (1994) など東アフリカに匹敵するほどの数多くの内戦や虐殺がおこっており、最も悪名高い軍事独裁者の例として、中央アフリカのジャン＝ベデル・ボカサ (1921–1996) とザイールのモブツ・セセ・セコ (1930–1997) がいる。

### 西アフリカの軍事史
西アフリカ、西アフリカ史も参照
西アフリカは古代に数多くの帝国が繁栄し、征服・敗北両方の戦争に関与したことで知られている。ガーナ王国 (750–1036)、ソンガイ帝国 (16世紀–17世紀)、マリ帝国 (1235–1546)、バンバラ王国 (1652–1861)、 トゥクロール帝国 (19世紀)、フラニ帝国 (フラニ戦争 (1804–1810) など)、ケネドゥグ王国 (c. 1650–1898)、マシーナ王国 (19世紀) が戦争で戦い、勝利・敗北することで台頭・没落していった。
植民地時代では、ヨーロッパ勢力は自国の新しい植民地をつくりあげようと模索していた。西アフリカの沿岸は大西洋に面していたことから文化的・貿易的影響力に対して開かれており、海洋からの征服も可能であったことから地理的に植民地化が可能だった。西アフリカは貴重な金属、ミネラル及び産出物が多く存在していたことで、外部勢力の関心と競争を招いた。20世紀にはギニアビサウ独立戦争 (1963–1974) などのようにこれらの植民地国家の一部が植民地保有国と戦うなど紛争が起きた。
何世紀にもわたり一部のアフリカ諸国は過酷な内戦を経験しており、その中でも最も犠牲が大きかったのがビアフラ共和国がナイジェリアからの独立を試みたことで起きたビアフラ戦争 (1967–1970) であった。他のアフリカ諸国もシエラレオネ内戦 (1991–2002)、第一次リベリア内戦 (1989–1996)、ギニアビサウ内戦 (1998–1999) など内戦、内部軍事衝突及び軍事クーデターなどが起きている。近年ではコートジボワール内戦 (2002–2004)、カザマンス紛争 (1982–2014) が起きている。

### 南部アフリカの軍事史
他のアフリカの主要地域と同様に南部アフリカも複雑な地域である。一部の国は内陸部に存在しているが、西は大西洋、東はインド洋と両方の大洋によって囲まれているという点で最も有名である。
南半球では、南部アフリカと南アメリカの南部及びオーストラリアのみが戦略的に重要な位置にあったため、その点において南アフリカ共和国の喜望峰の位置と南部アフリカは総じて期待されていたはずだった。
加えてヨーロッパ、アメリカ合衆国の東海岸及び南アメリカ (ブラジル、アルゼンチン)、からのアジアへは南アフリカの喜望峰周辺のルートが最短であった。
スエズ運河は1869年に完成したため歴史の大半には存在していない。全ての船舶がヨーロッパからアジア、アラビアおよびアフリカの大半の地域からの行き交いをできるようにするためには南アフリカの喜望峰周辺の海を渡る長いルートでの航海を余儀なくされていた。
スエズ運河の完成と現代化の後でさえ、多くの軍艦、タンカーおよび貨物船を含む大規模な船舶を収容することはできなかった。従って、世界の他の世界的なチョークポイントの一部が閉鎖されるか戦争状態に陥った時に喜望峰のルートは重要かつ非常に理想的なルートであり続けている。

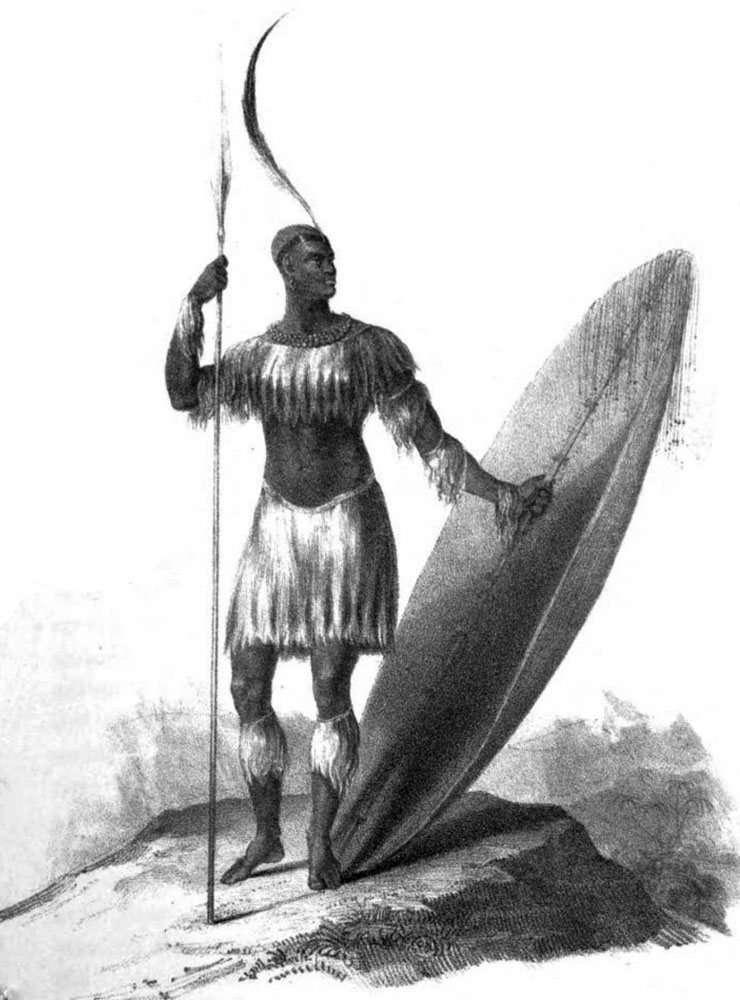
ズールー人の指導者のシャカ・ズールー (1787 - 1828) のスケッチ (1824年作)

裕福な国家は大抵優れた海軍力があり、戦略地政学の戦力となる国家の貿易及び自国軍戦力の保護に使用している。本来、強大な海軍を持ち公海上でも優勢な勢力は世界最大の勢力になり、長年に渡って国家が知っていたことであり、それ故に公海上での彼らの商業及び海軍の対立になる。
国際連合の地理的地域の構成では、5か国 (南アフリカ、ボツワナ、レソト、ナミビア、スワジランド) が南部アフリカを構成している。5か国で最大の勢力が南アフリカで他の4か国は小国である。この地域はしばしばアンゴラ (しばしば中部アフリカにも含まれる)、モザンビークおよびマダガスカル (東アフリカにも含まれる)、マラウイ、ザンビア — インド洋の小島であるコモロ、モーリシャス、セーシェル、マヨットとレユニオンを含むとみなされることもある。
コンゴ民主共和国とタンザニアはそれぞれ中部と東部に位置すると一般的に認識されているが。時々南アフリカに含められることがある。これらの国家間のこの共通性は軍事史に多大な影響を与えた。
南アフリカでの最も有名な戦争と紛争は南アフリカのアフリカ人を支配・制御しようとするヨーロッパの植民地勢力との間の戦いやイギリスと白人のボーア (アフリカーナーとしても知られる。大半がオランダ東インド会社により導入された初期の植民者の子孫) 間の戦争である。
コイコイ・オランダ戦争 (1659年–1677年) で、オランダは現在の南アフリカのケープタウンの地域で戦った。後にイギリス・オランダ戦争が勃発し、ミューゼンバーグの戦い (1795年) とBlaauwbergの戦い (1806年) で南アフリカにおけるイギリスの勢力を恒久的に確立した。
グレート・トレック中に南の海岸から内陸に移動したオランダの農家またはtrekboersはコサ人と一連のコサ戦争 (1779年–1879年) で対峙し、最後にはコサ人が敗北した。
Ndwandwe・ズールー戦争 (1817年–1819年) 中にアフリカの内部紛争もあり、ズールーが勝利したMfecane (1815年–1835年) ボーアとズールーはItaleniの戦い (1838年) とブラッド・リバーの戦い (1838年) で互いに争っておりズールーの敗北に終わったが、ズールー国家はズールー戦争 (1879年) の終結まで生き残った。
イギリスは第一次ボーア戦争中にボーア諸共和国でのボーア人に敗北したが第二次ボーア戦争 (1899年–1902年) では勝利した。イギリスの多大な影響下で、自治領の南アフリカ連邦は強力な白人統治国家へと成長していった。第一次世界大戦中に連邦は同盟国のために戦う南アフリカ海外遠征軍を結成した。南アフリカの数千人の兵士がデルビルの森 (ソンムの戦い (1916年)) とパッシェンデールの戦い (1917年) で戦死した。元ボーア人のリーダーのヤン・スマッツはドイツ領東アフリカ (タンザニア) とドイツ領南西アフリカ (今日のナミビア) での成功した戦線を率いたことで有名になった。
南アフリカは、第二次世界大戦中の連合軍の戦争にも大きく貢献し北アフリカ戦線とイタリア戦線に武器や軍隊を投入した。多くの南アフリカのボランティアにイギリス空軍でエースになった。
1. 南アフリカ陸軍と空軍は1935年にエチオピアを侵略したイタリア軍を撃退するのに役立つことになった。
2. もう一つの南アフリカが参加した重要な勝利として、フランスのヴィシー政権の支配からマガラシ (現在はマダガスカルとして知られる) を解放する運動である。南アフリカの兵士が支援した英軍は、南アフリカからの攻撃を上げ、1942年に戦略上重要な島を占領し、日本による奪取を阻んだ。
3. 南アフリカ第1歩兵師団は1941年と1942年に北アフリカでエル・アラメインの戦いを含む一部の戦闘に参加した後南アフリカに撤退した。
4. 南アフリカ第2歩兵旅団は1942年の間北アフリカで数々の戦闘に参加していたが、1942年の6月21日のトブルク陥落時に師団の2つの歩兵旅団全部と支援部隊の大半が捕虜になった。
5. 南アフリカ第3歩兵師団はいかなる戦闘においても積極的な参加をすることはなかったが、その代わり守備任務を行い、南アフリカ第1、第2歩兵師団の補充兵を供給する南アフリカ故郷防衛軍を組織・訓練していたが、師団を構成する旅団の一つ「7 SA Motorised Brigade」はマラガシ侵攻に参加した。
6. 南アフリカ第6装甲師団は多くの南ローデシアの志願者を組み入れており、1944年から1945年にわたってイタリアで数々の戦闘を戦った。
7. 南アフリカは対日本の戦争においても貢献しており、日本との海戦において人員と労提船を供給した[17]。

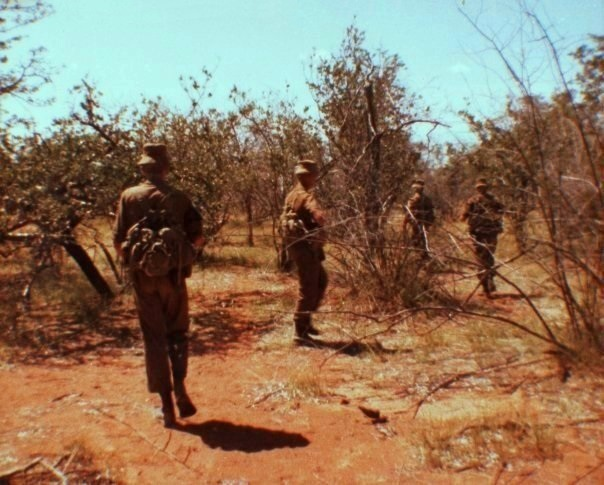
アンゴラの南アフリカ空挺部隊

第二次世界大戦中に全体で33万4000人 (白人：21万1000人、黒人：7万7千人、カラード、アジア人：4万6000人) が南アフリカ軍のフルタイムサービスへ志願しており、約9000人が戦闘で死亡した。
南アフリカのアフリカーナー主体の政府が関与している現代の紛争は論争になった同国のアパルトヘイト政策の結果としての怒りであり、アフリカ民族会議の軍事部門「Umkhonto we Sizwe」とソビエト連邦や中華人民共和国などの共産主義者の国家から訓練と装備を得ていたアザニア人民解放軍が主導していた。関連する南アフリカ国境戦争は南西アフリカ人民機構 (SWAPO) が南アフリカの統治からナミビアを解放しようと闘争を始めたことから勃発した。南アフリカは1966年から1989年にSWAPOと同盟国のアンゴラに対する長くて辛い戦線を戦った。紛争は1984年に大規模な戦争にエスカレートし、1987年と1988年の間に、南アフリカ、キューバおよびアンゴラ軍は第二次世界大戦以降アフリカで最大の単独の戦闘クイト・クアナヴァレの戦いを戦った。
アフリカで起きた大規模なポルトガル植民地戦争でアンゴラは独立を勝ち取った (アンゴラ独立戦争(1961年–1974年)) が、その後内戦 (1974年–2002年) に陥った。モザンビークでも同様に独立戦争 (1964年–1974年) 後、内戦 (1975年–1992年) が起きた。ローデシア紛争 (1966年-1979年) ではローデシア (ジンバブエ) の保守的な少数派の白人政府が民族主義のゲリラによって打倒された。
南アフリカ防衛軍は核兵器を製造し、沿岸で一度核実験を行ったと言われており、ヴェラ事件として知られるようになった。2014年時点で他のアフリカ諸国はいかなる種類の核兵器も保有していない。